# Distrikt San Pedro de Cajas
Der Distrikt San Pedro de Cajas liegt in der Provinz Tarma in der Region Junín in Zentral-Peru. Der Distrikt wurde am 2. November 1932 gegründet. Er besitzt eine Fläche von 512 km². Beim Zensus 2017 wurden 3704 Einwohner gezählt. Im Jahr 1993 lag die Einwohnerzahl bei 5845, im Jahr 2007 bei 3704. Sitz der Distriktverwaltung ist die 4014 m hoch gelegene Kleinstadt San Pedro de Cajas mit 2578 Einwohnern (Stand 2017). San Pedro de Cajas befindet sich 27 km nordwestlich der Provinzhauptstadt Tarma.

## Geographische Lage
Der Distrikt San Pedro de Cajas liegt am Westrand der peruanischen Zentralkordillere im Nordwesten der Provinz Tarma. Der Norden des Distrikts wird über den Río Ulcumayo, der Südwesten über den Río Palcamayo entwässert.
Der Distrikt San Pedro de Cajas grenzt im Westen und im Nordwesten an die Distrikte Junín und Ulcumayo (beide in der Provinz Junín), im Osten an den Distrikt Huasahuasi, im Südosten an den Distrikt Palcamayo sowie im Süden an den Distrikt La Unión.

## Ortschaften
Im Distrikt gibt es neben dem Hauptort folgende größere Ortschaften:
- Cayash
- Chupán
- San Pedro de Qhishuar
- Santa Cruz de Huacan
- Vizcacancha
- Yanec